# Isabella Echeverri
Isabella Echeverri Restrepo (Medellín, 16 de junio de 1994) es una exfutbolista colombiana. Jugaba como centrocampista en la selección nacional de fútbol colombiano y su último equipo fue el Monterrey Femenil de la Liga MX Femenil de México.

## Carrera

#### Club
Echeverri creció en Colombia. En 2012, se trasladó a los Estados Unidos para estudiar en la Universidad de Toledo y jugar al fútbol en el club universitario Toledo Rockets. Sin embargo, la National Collegiate Athletic Association (NCAA) no le concedió permiso para jugar hasta el 2014. Desde 2016 también juega para los Houston Aces.

### Selección nacional
En 2011, fue convocada para el equipo nacional de fútbol sub-20 de Colombia, donde jugó hasta 2013. En 2014 fue convocada para la selección de mayores. Durante la competición para clasificación a la Copa Mundial Femenina 2015 contra Ecuador, marcó su primer gol para el equipo senior. En la Copa del Mundo jugó en el partido contra Francia durante tres minutos. Para los Juegos Olímpicos de verano de 2016 en Rio , fue convocada nuevamente para el equipo colombiano.

#### Goles internacionales
| No. | Fecha                    | Sede                                                    | Rival              | Marcador | Resultado | Competición                               |
| --- | ------------------------ | ------------------------------------------------------- | ------------------ | -------- | --------- | ----------------------------------------- |
| 1   | 26 de septiembre de 2014 | Estadio Rumiñahui, Sangolqui, Ecuador                   | Bandera de Ecuador | 1–0      | 2–1       | Copa América Femenina                     |
| 2   | 4 de abril de 2018       | Estadio La Portada, La Serena, Chile                    | Bandera de Uruguay | 6–0      | 7–0       | Copa América Femenina                     |
| 3   | 10 de abril de 2018      | Estadio La Portada, La Serena, Chile                    | Bandera de Perú    | 3–0      | 3–0       | Copa América Femenina                     |
| 4   | 23 de julio de 2018      | Estadio Moderno Julio Torres, Barranquilla, Colombia    | Bandera de Jamaica | 1–1      | 1–2       | Juegos Centroamericanos y del Caribe 2018 |
| 5   | 4 de abril de 2019       | Complejo deportivo de la Federación Peruana, Lima, Perú | Bandera de Perú    | 1–0      | 2–0       | Amistoso internacional                    |
| 6   | 3 de agosto de 2019      | Estadio San Marcos, Lima, Perú                          | Bandera de México  | 1–0      | 2–2       | Juegos Panamericanos                      |

## Denuncias de corrupción
Luego de hacerse públicas denuncias de La Liga contra El Silencio y la Fundación para la Libertad de Prensa sobre la corrupción dentro de la Selección Colombia femenina, Echeverri, junto a su compañera de la selección Melissa Ortiz, publicaron un vídeo en redes sociales en las que afirmaban que tales afirmaciones son ciertas proporcionando ejemplos tales como convocatorias paralelas del anterior técnico Felipe Taborda, la inexistencia de viáticos para viajar a las concentraciones o partidos y el veto a Daniela Montoya, luego de denunciar el no pago los premios prometidos por el desempeño de la selección en la Copa Mundial Femenina de Fútbol de 2015.

## Palmarés

### Torneos internacionales
| Título               | Equipo                         | Sede | Año  |
| -------------------- | ------------------------------ | ---- | ---- |
| Juegos Panamericanos | Selección femenina de Colombia | Perú | 2019 |